# 구름을 타고서
〈구름을 타고서〉(일본어: 雲に乗 구모니놋테[*], 쿠모니놋테)는 사에구사 유카 인 데시벨의 18번째 싱글이다.

## 수록곡
1. 구름을 타고서(雲に乗って)
  - 작사 · 작곡: 사에구사 유카, 편곡: 하야마 타케시
2. 유성의 노스탤지어(流星のノスタルジア)
  - 작사 · 작곡: 사에구사 유카, 편곡: 아사이 히로시
3. 구름을 타고서 (TV version)
  - 작사 · 작곡: 사에구사 유카, 편곡: 오자와 마사즈미
4. Hand to Hand (new ver.)
  - 작사: 오자키 하루미, 사에구사 유카, 작곡: 오노 아이카, 편곡: 오자와 마사즈미

초회반에만 수록
5. 구름을 타고서 (Instrumental)

## 타이업
- 닛폰 TV 요미우리 TV계 애니메이션 《명탐정 코난》 여는 곡 (#1)

| TV 애니메이션 《명탐정 코난》 여는 곡 2006년 11월 20일 (457화) ~ 2007년 6월 4일 (474화) |                                           |                                            |
| 이전 곡: 아이우치 리나&사에구사 유카 〈100개의 문〉                                     | 사에구사 유카 인 데시벨 〈구름을 타고서〉 | 다음 곡: 가넷 크로우 〈눈물의 예스터데이〉 |